# RTL Television
RTL (fino al 1992 RTL plus) è una rete televisiva privata tedesca che trasmette in Germania sulle frequenze terrestri e sul DVB-T (Digitale terrestre), visibile gratuitamente nel resto d'Europa grazie al satellite Astra. Attualmente è l'emittente privata tedesca che ottiene gli ascolti più alti, ed è la più grande d'Europa.

## Storia
RTL inizia le sue trasmissioni via cavo dal Lussemburgo il 2 gennaio 1984 come RTL Plus e con un pubblico di circa 200.000 telespettatori. Nel 1987 trasferì la sua sede a Colonia, in Germania.
In realtà il "progetto" RTL nasce come versione televisiva di alcuni programmi della divisione tedesca di Radio Luxembourg. Tra l'altro, nei primi anni, RTL plus ottenne un discreto successo grazie alla trasmissione di film a basso costo e programmi televisivi con format americani. Nonostante queste novità per il pubblico televisivo, RTL mantenne un ascolto limitato in quanto erano ancora pochi i tedeschi che potevano permettersi la TV via cavo.
Tutto cambia nel 1987 quando RTL si trasferisce a Colonia e riceve l'autorizzazione a trasmettere sulle frequenze terrestri. L'anno successivo acquista i diritti televisivi della Bundesliga e di alcuni film con grandi produzioni internazionali alle spalle. Il canale comincia ad ottenere sempre maggior successo soprattutto nel 1991 quando acquista i diritti per la Formula 1, nella quale milita un debuttante Michael Schumacher. Ancora oggi trasmette con grande successo l'intero evento. Grazie a questa mossa RTL è divenuto il primo canale televisivo privato tedesco, leadership che mantiene tuttora.
Appartengono al RTL Group anche altre emittenti come RTL II, Super RTL, VOX e N-tv, diffuse via cavo e satellite.

## Ricezione dei canali
RTL è ricevibile sul digitale terrestre, via cavo, FTA sui satelliti Astra posti a 19.0° Est e FTV o a pagamento su altri satelliti. Precedentemente era disponibile anche su Hot Bird (13° Est), tuttavia le versioni tedesca e austriaca del canale hanno spento il segnale nel 2012, mentre la versione svizzera non è più disponibile dal 1º gennaio 2014; quest’ultima ha spento il segnale anche su Astra nel 2019.
La versione in HD del canale è disponibile solo a pagamento sulle piattaforme HD+ e M7.